# Pyrofosfatsynovit
Pyrofosfatsynovit eller pseudogikt, är en akut ledinflammation med kristaller av kalciumpyrofosfatdihydrat i drabbade leder, ledbrosk och menisk. Vanligen är knäleder drabbade, och vid punktion av knäleder kan pyrofosfatkristaller ses. Ledpunktion, kortisol och NSAID-preparat är gängse behandling.
Det kallas pseudogikt eftersom den påminner om gikt.